# Japan Ice Hockey League 1983/84
Die Saison 1983/84 war die 18. Spielzeit der Japan Ice Hockey League, der höchsten japanischen Eishockeyspielklasse. Meister wurden zum insgesamt siebten Mal in der Vereinsgeschichte die Ōji Eagles. Topscorer mit 55 Punkten wurde Waleri Beloussow von Meister Ōji Eagles.

## Modus
In der Regulären Saison absolvierte jede der sechs Mannschaften insgesamt 30 Spiele. Der Erstplatzierte nach der Regulären Saison wurde Meister. Für einen Sieg erhielt jede Mannschaft zwei Punkte, bei einem Unentschieden einen Punkt und bei einer Niederlage null Punkte.

## Reguläre Saison

### Tabelle
|    | Team                                | GP | W  | L  | T | GF  | GA  | Pts |
| -- | ----------------------------------- | -- | -- | -- | - | --- | --- | --- |
| 1. | Ōji Eagles                          | 30 | 25 | 4  | 1 | 176 | 101 | 51  |
| 2. | Kokudo Ice Hockey Club              | 30 | 16 | 10 | 4 | 136 | 116 | 36  |
| 3. | Seibu Prince Rabbits                | 30 | 16 | 11 | 3 | 131 | 109 | 35  |
| 4. | Snow Brand Ice Hockey Club          | 30 | 13 | 13 | 4 | 115 | 110 | 30  |
| 5. | Jūjō Papaer Kushiro Ice Hockey Club | 30 | 7  | 20 | 3 | 108 | 146 | 17  |
| 6. | Furukawa Ice Hockey Club            | 30 | 5  | 24 | 1 | 82  | 165 | 11  |

GP = Spiele, W = Siege, L = Niederlagen, T = Unentschieden

### Topscorer
Abkürzungen: T = Tore, A = Assists, P = Punkte
|     | Spieler             | Team       | T  | A  | P  |
| --- | ------------------- | ---------- | -- | -- | -- |
| 1.  | Waleri Beloussow    | Ōji        | 26 | 29 | 55 |
| 2.  | Yoshio Hoshino      | Kokudo     | 14 | 38 | 52 |
| 3.  | B. Hariwaty         | Seibu      | 21 | 30 | 51 |
| 3.  | Juhani Tamminen     | Kokudo     | 24 | 27 | 51 |
| 5.  | Nikolai Schorin     | Ōji        | 16 | 28 | 44 |
| 6.  | Kazumi Unjo         | Kokudo     | 23 | 20 | 43 |
| 7.  | Dan Geoffrion       | Snow Brand | 17 | 25 | 42 |
| 8.  | Sadaki Honma        | Ōji        | 26 | 14 | 40 |
| 8.  | Katsutoshi Kawamura | Seibu      | 19 | 21 | 40 |
| 10. | Seppo Suoraniemi    | Kokudo     | 20 | 19 | 39 |
| 10. | Jerry Byers         | Jujo       | 25 | 14 | 39 |

## Auszeichnungen
- Most Valuable Player – Waleri Beloussow, Ōji Eagles
- Rookie of the Year – Kenji Tanaka, Snow Brand Ice Hockey Club

## All-Star-Team
| Tor          | Kazuo Araya (Ōji)      | Kazuo Araya (Ōji)      | Kazuo Araya (Ōji)       | Kazuo Araya (Ōji)       | Kazuo Araya (Ōji)     | Kazuo Araya (Ōji)     |
| Verteidigung | Koji Wakasa (Ōji)      | Koji Wakasa (Ōji)      | Koji Wakasa (Ōji)       | Iwahiro Kikuchi (Ōji)   | Iwahiro Kikuchi (Ōji) | Iwahiro Kikuchi (Ōji) |
| Sturm        | Waleri Beloussow (Ōji) | Waleri Beloussow (Ōji) | Yoshio Hoshino (Kokudo) | Yoshio Hoshino (Kokudo) | Sadaki Honma (Ōji)    | Sadaki Honma (Ōji)    |